# Jan Fenwick

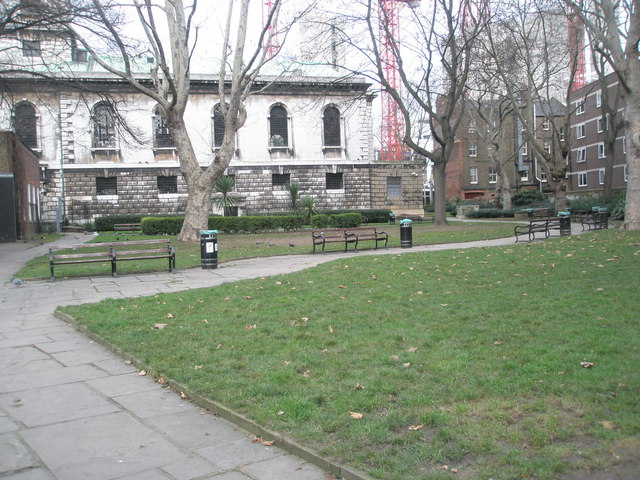
Przykościelny cmentarz
St Giles in the Fields.

Jan Fenwick SJ, (ang.) John Fenwick (ur. 1628 w Durham, zm. 20 czerwca 1679 w Tyburn) – angielski prezbiter z zakonu jezuitów, czczonych przez Kościół katolicki jako męczennik za wiarę, ofiara antykatolickich prześladowań w Anglii okresu reformacji, zabity na podstawie sfabrykowanych zarzutów o udziale w spisku, na fali represji zapoczątkowanych przez Henryka VIII ustanawiającego zwierzchność króla nad państwowym Kościołem anglikańskim.

## Życiorys
Pochodził z rodziny protestanckiej zamieszkującej w hrabstwie Durnham. Gdy złożył katolickie wyznanie wiary rodzice wyrzekli się go. Dla podjęcia nauki wyjechał do kolegium angielskiego w Saint-Omer. Ukończył studia filozoficzne i teologiczne w Liège.
Do nowicjatu Towarzystwa Jezusowego wstąpił w 1656 roku i po przejściu formacji zakonnej złożył profesję zakonną i przyjął sakrament święceń kapłańskich w 1664 roku. Po uzyskaniu święceń pełnił obowiązki kwestarza kolegium w Saint-Omer. Do ewangelizowania rodaków skierowany został około 1675 roku. Powołanie realizował w Londynie jako ewangelizator, łącząc działalność misyjną z powierzonymi obowiązkami prokuratora misji.
Aresztowany został na podstawie sfabrykowanych przez Tytusa Oatesa oskarżeń i zamknięty w londyńskim więzieniu Newgate. Stanął przed trybunałem pod zarzutem udziału w rzekomym spisku mającym na celu zabójstwo protestanckiego króla Karola II wraz z Tomaszem Whitbreadem, Antonim Turnerem, Janem Gavanem i Wilhelmem Harcourtem. 13 czerwca w Old Bailey, za współudział w „spisku” wszyscy zostali skazani na śmierć przez powieszenie, wybebeszenie i poćwiartowanie. Wyrok wykonano 20 czerwca 1679 roku. Wszyscy skazańcy odrzucili ułaskawienie warunkowane przyznaniem się do winy, a następnie pogrążyli się w modlitwie. Pochowani zostali na przykościelnym cmentarzu St Giles in the Fields.

## Znaczenie
Relacja z procesu i skazania pięciu jezuitów „Za zdradę stanu przez spisek na życie króla i działalność wywrotową przeciwko władzy i religii protestanckiej" został opublikowany w Londynie w 1679 roku.
Jana Fenwicka ze współtowarzyszami beatyfikował papież Pius XI 15 grudnia 1929.
Relikwie męczennika do współczesności znajdują się na terenie St Giles in the Fields.
Wspomnienie liturgiczne błogosławionego męczennika w Kościele katolickim obchodzone jest w Dies natalis (20 czerwca).